# Ebnerita
L'ebnerita és un mineral de la classe dels fosfats.

## Característiques
L'ebnerita és un fosfat de fórmula química (NH₄)Zn(PO₄). Va ser aprovada com a espècie vàlida per l'Associació Mineralògica Internacional l'any 2023, i publicada en el mes de març de l'any següent. Cristal·litza en el sistema hexagonal. Es tracta del segon mineral aprovat zinc-amoni després de la katerinopoulosita.
Les mostres que van servir per a determinar l'espècie, el que es coneix com a material tipus, es troben conservades a les col·leccions mineralògiques del Museu d'Història Natural del Comtat de Los Angeles, a Los Angeles (Califòrnia, Estats Units) amb els números de catàleg: 76275 i 76276, a les col·leccions del Museu de minerals i gemmes Alfie Norville de la Universitat d'Arizona, a Tucson (Arizona, Estats Units), amb el número de catàleg: 22729, i al projecte RRUFF, amb el número de mostra: r210032.

## Formació i jaciments
Va ser descoberta a la mina Rowley, situada a la localitat de Theba, dins el districte miner de Painted Rock, al comtat de Maricopa (Arizona, Estats Units). Aquesta mina estatunidenca és l'únic indret de tot el planeta on ha estat descrita aquesta espècie mineral.